# 三毛猫ホームズの騎士道
『三毛猫ホームズの騎士道』（みけねこホームズのきしどう）は、日本の小説家赤川次郎によって1983年に発表された三毛猫ホームズシリーズの長編推理小説である。この作品のサブタイトルにはある「仕掛け」が用いられているのも特徴である。

## あらすじ
資産家の永江家の次男である英哉は妻・智美との結婚を機にドイツで古城を購入したが、新婚旅行中にその城内の礼拝所にあった鉄の処女と呼ばれる道具の事故で智美を失った。だが、英哉は、これを殺人と確信。真相究明のために、長男・和哉の家族と和哉の秘書・北村、そして片山兄妹、石津、ホームズを古城に招待する。
「この手で処刑する」とまで宣言した英哉であったが、翌朝彼の姿が消えてしまう。そしてさらに吊り橋も落とされ、完全に外界とも遮断された中殺人事件は起こる…。

## 主な登場人物
・メインキャラクター
- 片山義太郎 - 警視庁捜査一課のダメ刑事。気が弱く、血と美女が苦手。
- 片山晴美 - 義太郎の妹。いつも事件に首を突っ込む。
- 石津刑事 - 晴美に恋をする猫嫌いの刑事。目黒署所属。
- ホームズ - 三毛猫。鋭い推理力を持つ。
- 栗原警視 ｰ 警視庁捜査一課長。難しい事件ほど元気になる。

## 書誌情報
- 『三毛猫ホームズの騎士道』（光文社カッパノベルス、1983年09月25日） ISBN 4-334-02516-1
- 『三毛猫ホームズの騎士道』（光文社光文社文庫、1986年10月20日） ISBN 4-334-70427-1
- 『三毛猫ホームズの騎士道』（角川書店角川文庫、1988年02月25日） ISBN 4-04-149788-4

## ゲーム
- 三毛猫ホームズの騎士道
メーカー：アスク講談社
発売日：1991年2月15日
機種：ゲームボーイ